# Petropedetes
Petropedetes là một chi động vật lưỡng cư trong họ Petropedetidae, thuộc bộ Anura. Chi này có 10 loài và 50% bị đe dọa hoặc tuyệt chủng.